# Bennarella
Bennarella är ett släkte av insekter. Bennarella ingår i familjen kilstritar.
Kladogram enligt Catalogue of Life:
| Bennarella | \| \| Bennarella bicoloripennis \| \| \| \| \| \| Bennarella fusca \| \| \| \| |
|            | \| \| Bennarella bicoloripennis \| \| \| \| \| \| Bennarella fusca \| \| \| \| |
|            | Bennarella bicoloripennis                                                      |
|            |                                                                                |
|            | Bennarella fusca                                                               |
|            |                                                                                |